# Alcis indicataria
Alcis indicataria är en fjärilsart som beskrevs av Walker 1860. Alcis indicataria ingår i släktet Alcis och familjen mätare. Inga underarter finns listade i Catalogue of Life.